# Kákay-Szabó György
Kákay Szabó György (Tenke, 1903. január 31. – Budapest, 1964. január 26.) festőművész, grafikus, szobrász, 1934 és 1964 között a Szépművészeti Múzeum restaurátora.
A Római Iskola egyik legképzettebb technikájú festőművésze. Jellegzetes neoklasszikus kompozíciói és realisztikus arcképei nagy elismerést és feltűnést keltettek a legnagyobb nemzetközi és hazai tárlatokon, amelyeken számos díjat nyert 1926-tól 1962-ig. Sokoldalú munkásságát eddig ismert 131 festménye, 137 grafikája és 11 szobra őrzi.
1934. július 1-jén a Szépművészeti Múzeum főrestaurátorává nevezték ki, és ennek folyományaként számos világhírű műalkotás konzerválását és helyreállítását végezte kitűnő szaktudással, finom ízléssel és világviszonylatban is egyedülálló művészi érzékenységgel. Magyarországon az elsők között alkalmazta a képek röntgenes vizsgálatát és mikroszkóp alatt történő restaurálását. Ezek segítségével Kákay Szabó György számos átfestett kép felső rétege alól nagy értékű ritkaságokat hozott napvilágra. Az ezután végzett konzerválási és restaurálási munkák megfeleltek a kor legmodernebb, európai viszonylatban formálódó módszertanának.

## Tanulóévek
A művész 1903. január 31-én látta meg a napvilágot Tenkén, az akkori Bihar megyében a kákai Szabó család harmadik fiaként. Fiatalkorától kezdve érdeklődött a rajzolás, festés iránt, és családja ebben a tevékenységében kitartóan támogatta.
Tanulmányait Lőcsén kezdte, majd Nagyszalontán folytatta, mígnem 1920-ban, 17 évesen felvételt nyert a budapesti Országos Királyi Iparművészeti Iskolára (ma: Moholy-Nagy Művészeti Egyetem). Ekkor még határozottan a grafika és a sokszorosító grafika érdekelte, mesterei Haranghy Jenő és Helbing Ferenc voltak. A hároméves képzés bővelkedett a sokszorosító grafikai pályázatokban: Kákay-Szabó György részt vett a Janina Cigarettapapír Részvény-Társaság plakátpályázatán, ahol díjazásban is részesült, illetve megnyerte a Székely Egyetemi és Főiskolai Hallgatók Egyesületének jelvénypályázatát.
Miután a művész kézhez kapta végbizonyítványát, az Országos Magyar Királyi Képzőművészeti Főiskolára (ma: Magyar Képzőművészeti Egyetem) iratkozott be, ahol Glatz Oszkár lett a mestere. A kétéves általános tanfolyam után a fiatal művész végül a festészet felé fordult, és a festő szaktanfolyamra jelentkezett, ám munkásságában a későbbiek folyamán is kimutatható a grafika iránti mély alázat és elkötelezettség. A képzőművészeti főiskolán töltött hat év alatt Kákay Szabó György a nyarak jelentős részét Mohácson, a mohácsi művésztelepen töltötte, ahol mestere és diáktársai körében fejleszthette tovább technikai tudását. A főiskolai évek csúcspontjának tekinthető esemény a Csernoch-díjpályázat elnyerése volt 1926 októberében a Nemzeti Szalon Egyházművészeti kiállításán.

## Tanulmányi utak
Kákay Szabó György egyetemi tanulmányai alatt, 1926 decemberében öt hónapos párizsi tanulmányútra indult, ahová - többek között - vele tartott hőn szeretett barátja, Barcsay Jenő is. Párizs a fiatal Kákay számára nem a tivornya és a hagyományok kifordításának városa volt, sokkal inkább a nagy művészet fellegvára, amely a Louvre-ban akkumulálódott. Ideje nagy részét a képtárban töltötte, ahol kora reneszánsz nagymesterek műveit másolta. Ekkor ébredt fel benne a vágy, hogy hivatásszerűen is már meglévő műalkotásokkal foglalkozzon, és innentől kezdve következetesen igyekezett kitanulni a restaurátori szakma csínját-bínját.
Ezt elősegítendő a Párizs utáni következő tavasszal Kákay Bécsbe utazott, ahol Hahn János és Hahn Imre műhelyében dolgozott képrestaurátorként.
Friss diplomával a zsebében az 1929/30-as évre elnyerte a római Collegium Hungaricum (ma: Római Magyar Akadémia) festői ösztöndíját, amelyre Gerevich Tibor, az intézet akkori igazgatója egy Párizsban készült festménymásolata (a Stiglices Madonna Pseudo-Pier Francesco Fiorentino után) alapján tartotta alkalmasnak. Ezt az évet a festő az önálló alkotásnak szentelte, de Róma művészeti örökségének tanulmányozásával mindeközben tudatosan készült a restaurátori pályára.
A következő évben újfent elnyerte a római Collegium Hungaricum ösztöndíját, azonban Róma helyett Milánó felé vette az irányt, ahol Mauro Pellicioli felügyelete alatt sajátította el a legmodernebb olasz képkonzervátori és -restaurálási eljárásokat. Az 1931/32-es év a berlini Collegium Hungaricumban telt, ahonnan a festő a közelben lévő Kaiser Friedrich Museumba járt át Helmut Ruhemann műhelyébe - itt ismerkedett meg a festmények röntgenezésének technikájával. Utolsó nagyobb tanulmányútja az 1932/33-as évben Bécsbe vezetett (vissza), ahol Sebastian Isepptől tanult a Kunsthistorisches Museumban.

## A Római iskola
A művészcsoportosulás, amelyet ma Római iskola néven ismerünk, 1929 elején kezdett el szerveződni Rómában a Collegium Hungaricum falai között. Kákay Szabó György a második évfolyam ösztöndíjasaként került Olaszországba, ahol a művészeket ekkor már újonnan kialakított épületbelsővel és frissen felújított műtermekkel várta a Palazzo Falconieri épülete.
A körülmények és az inspiratív közeg kedvező feltételeket nyújtottak az alkotáshoz, és Kákay ebben az időszakban alkotta legjelentősebb festményeit: a Laurát, a Leányfejet és a Signorelli kisasszonyt. Műveire a kora reneszánsz festészet, a kortárs olasz festészet (a Novecento művészcsoport tagjai) és az Európában ekkoriban tért hódító új tárgyiasság egyaránt hatottak.
Kákay festői stílusa sajátosan rajzos, már-már vonalkázós, kevéssé monumentális; technikája messzemenően részletező és aprólékos volt. A portré műfaja foglalkoztatta leginkább, legsikerültebb művei egyértelműen ebbe a csoportba sorolhatóak. A Rómában felvett festészeti irányelv Milánóban és többé-kevésbé Berlinben is folytatódott, azonban itt kétségtelenül bizonyítható az új tárgyiasság (Neue Sachlichkeit) fokozottabb befolyása (berlini Önarckép).
A művész a későbbiekben sem vesztette el a kapcsolatot a Római iskola szervezetével és annak szellemi vezérével, Gerevich Tiborral, és ahogy részt vett a "római magyar művészek" 1931-es bemutatkozó kiállításán, úgy az 1936-os Újabb Római Magyar Művészek Kiállításán is, illetve 1930 és 1940 között visszatérő szereplője volt a Gerevich által kormánybiztosként felügyelt Velencei biennáléknak.